# مسعود حسینی (عکاس)
مسعود حسینی (۱۹ آذر ۱۳۶۰ کابل) عکاس افغان و خبرنگار خبرگزاری فرانسه است. عکسی که او از بازماندگان یک بمب‌گذاری انتحاری در افغانستان گرفت برندهٔ جایزه پولیتزر در سال ۲۰۱۲ شد.

## زندگی‌نامه
مسعود حسینی ۱۰ دسامبر ۱۹۸۱ و به‌هنگام اشغال افغانستان توسط شوروی در کابل زاده شد. پس از آنکه رژیم کمونیستی پدر مسعود را به دلیل مخالفت با اشغال افغانستان توسط شوروی دستگیر کرد، خانوادهٔ مسعود به ایران آمدند و مسعود در ایران بزرگ شد. مسعود در سال ۱۹۹۶ همزمان با آغاز جنبش اصلاحات در ایران تحصیلاتش در دبیرستان را به پایان رساند و به عنوان یک فعال سیاسی به جنبش اصلاحات پیوست. مسعود به اهمیت تصویربرداری از وقایعی که مشاهده می‌کرد واقف بود ولی به دلیل خطراتی که حمل دوربین در تهران به همراه داشت، مشهد را برای عکاسی از مهاجرین افغان انتخاب کرد. پس از حملهٔ نیروهای ائتلاف به طالبان، مسعود به افغانستان بازگشت و به مرکز فرهنگی آینا که توسط رضا دقتی بنیان نهاده شده بود پیوست. مسعود تکنیک‌های عکاسی را نزد منوچهر دقتی فرا گرفت و در سال ۲۰۰۷ به استخدام آژانس خبری فرانسه درآمد.

## جوایز
- سال ۲۰۱۲: مسعود حسینی، عکاس خبرگزاری فرانسه در کابل، نخستین جایزه پولیتزر را برای این مؤسسهٔ خبرگزاری دریافت کرد. وی همچنین نخستین فرد افغان است که جایزهٔ پولیتزر را گرفته است. عکسی که او گرفته از یک بمب‌گذاری انتحاری در جریان عزاداری‌های عاشورای سال ۱۳۹۰ است. دختری که در عکس دیده می‌شود، ترانه نام دارد و از بُهتِ کشته شدن خانواده‌اش در حال فریاد زدن است.[۴]